# Brylkinia

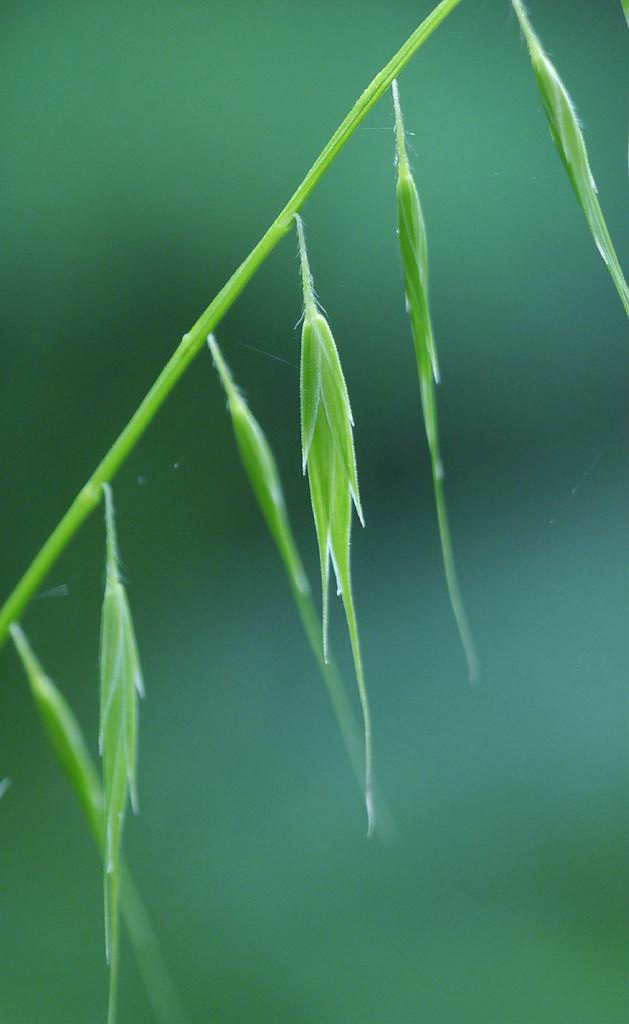
Fotografia de la Brylkina caudata.

Brylkinia és un gènere de plantes de la família de les poàcies, ordre de les poals, subclasse de les commelínides, classe de les liliòpsides, divisió dels magnoliofitins.

## Taxonomia
- Brylkinia caudata (Thunb.) F. Schmidt
- Brylkinia schmidtii (A. Gray) Ohwi